# Sizzle Ohtaka
Shizuru „Sizzle“ Ohtaka (japanisch おおたか 静流 Ōtaka Shizuru; * 11. April 1953; † 5. September 2022) war eine japanische Sängerin.

## Leben
Ohtaka beherrschte unterschiedlichste Gesangsstile vom traditionellen japanischen Gesang über New Age und Weltmusik bis zu experimenteller Musik. Sie trat 1990 mit der britischen Performance- und Theaterkompagnie Station House Opera und 1992 mit dem Butohtänzer Ōno Kazuo auf. Bei der Abschlusszeremonie der Olympischen Winterspiele 1994 in Lillehammer sang sie das traditionelle japanische Lied Komoro Magouta.
1996 wirkte sie in der Theaterproduktion Monkey Business Class der Musikgruppe Dumb Type und der dänischen Performancegruppe Hotel Pro Forma mit. Am Institute of Contemporary Arts (ICA) in London leitete sie 2003 das Projekt Futon Logic mit dem Mangaautor Tetsuya Chiba. 2004 trat sie beim Jazzfestival in Kasachstan und nahm – als erste ausländische Teilnehmerin in der Geschichte des Festivals – am Songfestival in Estland teil. Im Folgejahr realisierte sie bei der Asia Society in New York mit Yoshiko Chuma das Projekt Game/Play. Im Jahr 2006 war sie Gast beim Northern Lights Festival in Tromsø. 2008, 2009 und 2010 trat sie jeweils in der Reihe der Hibaku Piano Concerts mit einem Klavier, das den Atombombenabwurf auf Hiroshima überstanden hatte, auf. Daneben war sie über Jahre musikalische Leiterin der japanischen Fernsehsendung Nihongo de asobo.
Insgesamt veröffentlichte Ohtaka zweiundzwanzig eigene Alben. 1992 wurde das Album Return mit dem Adlib Best Record Award in der Kategorie New Age/Weltmusik ausgezeichnet. Das Album Furusato mit dem Ellerhein Girls’ Choir erhielt 2004 einen Grammy Award in der Kategorie Best Choral Performance. Mehrere ihrer Songs wurden als Soundtracks für Filme, Fernsehproduktionen oder Computerspiele verwendet.